# Slag i den amerikanske borgerkrig
Man kan opstille en Liste over slag i den amerikanske borgerkrig på mange forskellige måder – kronologisk, alfabetisk, efter stat, efter vinder, efter blodighed osv. Man har opgjort antallet af små og store slag til omkring 10.000 – heraf betragter National Park Service, som bl.a. har ansvar for bevarelse af slagmarkerne, 391 af dem som større slag. 
I denne liste er det valgt at opremse de mest blodige slag og de større slag i kronologisk rækkefølge. Nogle slag fik forskellige navne i Nordstaterne og Sydstaterne. Her er anvendt nordstaternes betegnelser. 

## De største slag
Herunder er listet de ti blodigste slag målt på tabstallene – dvs. dræbte, sårede, fangne og savnede tilsammen. Sejrherren er anført med fed skrift.
|  | Konfødererede Stater | Unionen |  |

| Slag (Delstat)              | Dato(er)               | Leder                                    | Tropper | Tab    | Leder               | Tropper | Tab    | Tab i alt |
| --------------------------- | ---------------------- | ---------------------------------------- | ------- | ------ | ------------------- | ------- | ------ | --------- |
| Gettysburg (Pennsylvania)   | 1.–3. juli 1863        | Robert E. Lee                            | 71.699  | 23.049 | George Meade        | 93.921  | 28.063 | 51.112    |
| Chickamauga (Georgia)       | 19.–20. september 1863 | Braxton Bragg                            | 75.357  | 16.170 | William Rosecrans   | 61.753  | 18.454 | 34.624    |
| Chancellorsville (Virginia) | 1.–4. 1863             | Robert E. Lee                            | 60.892  | 17.278 | Joseph Hooker       | 133.868 | 12.821 | 30.099    |
| Spotsylvania (Virginia)     | 8. –21. maj 1864       | Robert E. Lee                            | 52.000  | 18.399 | Ulysses S. Grant    | 100.000 | 12.000 | 30.399    |
| Antietam (Maryland)         | 17. september 1862     | Robert E. Lee                            | 65.601  | 12.410 | George B. McClellan | 82.654  | 10.724 | 23.134    |
| Wilderness (Virginia)       | 5.–7. maj 1864         | Robert E. Lee                            | 61.025  | 17.666 | Ulysses S. Grant    | 101.895 | 11.000 | 25.416    |
| Andet Bull Run (Virginia)   | 29.–30. august 1862    | Robert E. Lee                            | 48.527  | 16.054 | John Pope           | 79.862  | 9.197  | 25.251    |
| Stones River (Tennessee)    | 31. december 1862      | Braxton Bragg                            | 44.330  | 12.906 | William Rosecrans   | 54.448  | 11.739 | 24.645    |
| Shiloh (Tennessee)          | 6.–7. april 1862       | Albert Sidney Johnston P.G.T. Beauregard | 44.968  | 13.047 | Ulysses S. Grant    | 65.085  | 10.694 | 23.741    |
| Fort Donelson (Tennessee)   | 13.–16. februar 1862   | John B. Floyd Simon B. Buckner           | 12.110  | 2.832  | Ulysses S. Grant    | 20.057  | 16.623 | 19.455    |

## Kronologisk oversigt over slag i den Amerikanske borgerkrig

### 1861
- Slaget ved Fort Sumter 12. april – P.G.T. Beauregard beskyder det føderale fort i Charleston Havn, det første slag i den Amerikanske borgerkrig
- Slaget ved Sewell's Point (18. – 19. maj) – Kanonbåde fra Unionen udkæmper uafgjort slag med konfødereret artilleri.

- Slaget ved Aquia Creek (29. maj – 1. juni) – Konfødereret artilleri rammes af flådebombardement, senere trukket tilbage.
- Slaget ved Philippi Races 3. juni –
- Slaget ved Big Bethel 10. juni – Unionsangreb på konfødererede stillinger ved en kirke slås tilbage.
- Slaget ved Boonville 17. juni – Unionsstyrker besejrer den sydstatsvenlige guvernør over Missouris State Guard.
- Slaget ved Cole Camp 19. juni – Den sydstatsvenlige Missouri State Guard besejrer den Unionsvenlige Missouri Home Guard ved Cole Camp
- Slaget ved Hoke's Run 2. juli – Robert Patterson besejrer Jacksons konfødererede styrker, men undlader at udnytte sin sejr.
- Slaget ved Carthage 5. juli – Konfødereret sejr i Missouri.
- Slaget ved Rich Mountain 11. juli – Konfødereret styrke bliver delt midt over under slaget. Den ene halvdel overgiver sig, den anden undslipper.
- Slaget ved Blackburn's Ford 18. juli – Irvin McDowell bliver besejret ved større rekognoscering ved Manassas.
- Første slag ved Bull Run 21. juli – Unionshæren under McDowell lider nederlag til de konfødererede under Joseph E. Johnston og P.G.T. Beauregard, Jackson får tilnavnet "Stonewall".
- Slaget ved Athens 5. august – Unionssejr i mindre træfning i Missouri
- Slaget ved Wilson's Creek 10. august – Unionsstyrker det første større slag vest for Mississippifloden.
- Slaget ved Kessler's Cross Lanes 26. august – Konfødererede overrasker og besejrer en Unionsstyrke.
- Slaget ved Hatteras Inlet Batteries (28. august – 29. august) – Unionsstyrker erobrer to forter i North Carolina.
- Slaget ved Dry Wood Creek 2. september – Unionskavaleri fra Kansas bliver besejret af Missouri State Guard.
- Slaget ved Carnifex Ferry 10. september – Konfødererede trækker sig tilbage om natten efter flere timers kamp.
- Slaget ved Cheat Mountain (12. september – 15. september) – 300 Unionstropper modstor ukoordinerede konfødererede angreb.
- Første slag ved Lexington (13. september – 20. september) – Unionsstyrker lider alvorligt nederlag til Missouri State Guard.
- Slaget ved Liberty 17. september – Mindre sejr til Missouri State Guard.
- Slaget ved Greenbrier River 3. oktober – Konfødererede trækker sig tilbage efter uafgjort slag.
- Slaget ved Santa Rosa Island 9. oktober – Unionsstyrker erobrer en ø.
- Slaget ved Ball's Bluff 21. oktober – 700 Union soldater tages til fange
- Slaget ved Camp Wild Cat 21. oktober – Konfødererede jages væk fra Cumberland Gap
- Slaget ved Fredericktown 21. oktober – Missouri State Guard besejres.
- Første slag ved Springfield 25. oktober – Unionsstyrker erobrer byen.
- Slaget ved Belmont 7. november – Grant erobrer og ødelægger konfødererede forsyninger i nærheden af Cairo, Illinois
- Slaget ved Port Royal 7. november – Unionsflåde under S. F. Du Pont erobrer konfødererede forter ved Hilton Head, South Carolina.
- Slaget ved Round Mountain 19. november – Konfødererede styrker besejrer Opothleyahola i nærheden af vore dages Stillwater.
- Slaget ved Chusto-Talasah 9. december – Opothleyahola besejres i nærheden af vore dages Tulsa.
- Slaget ved Camp Alleghany 13. december – Konfødererede modstår angreb fra Unionstropper.
- Slaget ved Dranesville 20. december – Unionen besejrer konfødererede styrker under J.E.B. Stuart.
- Slaget ved Chustenahlah 26. december – Opothleyahola besejret, flygter til Kansas.
- Slaget ved Mount Zion Church 28. december – Unionssejr i det nordvestlige Missouri.

### 1862
- Slaget ved Cockpit Point 3. januar – Uafgjort slag i Virginia.
- Slaget ved Hancock – (5. – 6. januar) – Forgæves konfødereret angreb på by i Maryland.
- Slaget ved Roan's Tan Yard 8. januar – Konfødererede jages på flugt.
- Slaget ved Middle Creek 10. januar – Unionsstyrker under James A. Garfield besejrer konfødererede under Humphrey Marshall.
- Slaget ved Mill Springs 19. januar – Unionssejr, Felix Zollicoffer dræbt.
- Slaget ved Fort Henry 6. februar – Ulysses S. Grant og kanonbåde underAndrew Hull Foote tager fortet og vinder kontrollen over Tennesseefloden
- Slaget ved Roanoke Island (7. – 8. februar ) – Unionsstyrker under Ambrose E. Burnside erobrer ø.
- Slaget ved Elizabeth City 10. februar – Ødelæggelse af Mosquito Flåden.
- Slaget ved Fort Donelson (11. – 16. februar ) – Grant erobrer fort, og accepterer de konfødererede styrkers overgivelse. Opnår kontrolmed Cumberlandfloden
- Slaget ved Valverde (20. – 21. februar) – Unionsstyrker slås på flugt i New Mexico Territoriet.
- Slaget ved Pea Ridge 7. marts – Missouri sikret for Unionen
- Slaget ved Hampton Roads 9. marts – Monitor kæmper mod Virginia, slaget ender uafgjort.
- Slaget ved New Bern 14. marts – Unionstropper landsættes fra skibe og erobrer byen.
- Første slag ved Kernstown 23. marts – Unionsstyrker besejrer konfødererede styrker under "Stonewall" Jackson.
- Slaget ved Glorieta Pass (26. – 28. marts) – Unionsstyrker udmanøvrerer konfødererede i nærheden af Santa Fe.
- Slaget ved Shiloh (6. – 7. april) – Ulysses S. Grant bliver angrebet af Albert Sidney Johnston og P.G.T. Beauregard, og besejrer dem
- Slaget ved Ft. Pulaski 10. -11. april – Unionen erobrer fortet
- Slaget ved Island No. 10 (28. februar – 8. april) – Unionssejr ved Pope
- Slaget ved Peralta 15. april – Unionsstyrker besejrer 5. Texas Mounted Volunteers.
- Slaget ved South Mills 19. april – Konfødererede forhindrer et forsøg på at ødelægge en kanal.
- Slaget ved Fort Macon (23. marts – 26. april) Konfødereret fort overgiver sig efter artilleri bombardement.
- Slaget ved New Orleans (25. april – 1. maj) – Unionsstyrker besætter byen.
- Slaget ved Yorktown (5. april – 4. maj) – Unionstropper vinder en træfning nær stedet for det afgørende slag i Uafhængighedskrigen
- Slaget ved Williamsburg 5. maj – McClellan og Longstreet udkæmper et uafgjort slag.
- Slaget ved Eltham's Landing 7. maj – Uafgjort slag i Virginia.
- Slaget ved McDowell (8. – 9. maj) – Stonewall Jacksons Konfødererede styrker besejrer styrker fra Unionen.
- Slaget ved Drewry's Bluff 15. maj – Flådeangreb afvist af konfødereret artilleri.
- Slaget ved Whitney's Lane 19. maj – Unionskampagne mod Little Rock, Arkansas stoppet
- Slaget ved Front Royal 23. maj – Stonewall Jackson tvinger Unionsstyrker til at trække sig tilbage ved at true dem bagfra.
- First Slaget ved Winchester 25. maj – Stonewall Jackson besejrer Nathaniel P. Banks.
- Slaget ved Hanover Courthouse 27. maj – Unionssejr.
- Belejringen af Corinth 29. april – 30. maj – Unionsstyrker erobrer by, Beauregard snyder unionshæren og undslipper til Tupelo.
- Slaget ved Seven Pines 31. maj – Joseph E. Johnston angriber unionsstyrker, såres, slaget ender uafgjort
- Slaget ved Tranter's Creek 5. juni – Konfødererede styrker trækker sig tilbage efter at oberst Singletary er blevet dræbt.
- Slaget ved Memphis 6. juni – Unionsstyrker erobrer byen.
- Første slag ved Chattanooga (7. – 8. juni) – Unionsstyrker bombarderer byen.
- Slaget ved Cross Keys 8. juni – John C. Frémont besejres af dele af Stonewall Jacksons styrke.
- Slaget ved Port Republic 9 juni – Kostbar sejr til Stonewall Jackson.
- Slaget ved Secessionville 16. juni – Union erobrer ikke byen, kommandøren bliver senere stillet for en krigsret for ikke have fulgt sine ordrer.
- Slaget ved Saint Charles 17. juni – USS Mound City bliver ramt af en konfødereret kanon på land og eksploderer.
- Syvdagesslaget 25. juni – 1. juli – Lees vellykkede modoffensiv mod McClellan.
- Slaget ved Oak Grove 25. juni – (Syvdage) Uafgjort slag mellem McClellan og Lee.
- Slaget ved Beaver Dam Creek 26. juni – (Syvdage) Robert E. Lee besejres.
- Slaget ved Gaines' Mill 27. juni – (Syvdage) Lee besejrer McClellan.
- Slaget ved Garnett's & Golding's Farm (27. – 28. juni) – (Syvdage) Uafgjort slag mellem Lee og McClellan.
- Slaget ved Savage's Station 29. juni – (Syvdage) Unionsstyrkerne trækker sig tilbage
- Slaget ved White Oak Swamp 30. juni – Uafgjort artilleriduel
- Slaget ved Glendale 30. juni – (Syvdage) McClellan trækker sig tilbage.
- Slaget ved Tampa (30. juni – 1. juli) – Unionens kanonbåde angriber, men trækker sig senere tilbage.
- Slaget ved Malvern Hill 1. juli – (Syvdage) McClellan besejrer Lee med trækker sig tilbage efter slaget.
- Slaget ved Hill's Plantation 7. juli – Unionssejr i Arkansas.
- Første slag ved Murfreesboro 13. juli – Konfødereret sejr
- Slaget ved Baton Rouge 5. august
- Slaget ved Kirksville (6. – 9. august) – Unionsstyrker erobrer byen.
- Slaget ved Cedar Mountain 9. august – Unionsstyrker slås tilbage af konfødereret modangreb.
- Første slag ved Independence 11. august – Konfødereret sejr i nærheden af Kansas City.
- Slaget ved Lone Jack (15. – 16. august) – Konfødereret sejr. Unionshærens kommandør dræbes. De konfødererede må trække sig tilbage efter slaget.
- Slaget ved Fort Ridgely (21. – 22. august) – Mislykket Sioux angreb på Unionsfort.
- Første slag ved Rappahannock Station (22. – 25. august) – Unionsforsyninger ødelagt under træfning.
- Slaget ved Bull Run Bridge – Konfødererede erobrer og ødelægger Manassas Station.
- Slaget ved Thoroughfare Gap 28. august – Longstreet besejrer en lille Unionsstyrke.
- Andet slag ved Bull Run 30. august – Jackson, Lee og Longstreet besejrer Popes Army of Virginia
- Slaget ved Richmond (Kentucky) – 30. august – Konfødererede under Edmund Kirby Smith slår unionshær under William Nelson på flugt
- Slaget ved Chantilly 1. september – Unionsstyrker undslipper efter næsten at være blevet afskåret. Issac Stevens og Philip Kearny bliver dræbt.
- Slaget ved South Mountain 14. september – McClellan besejrer Lee.
- Slaget ved Harpers Ferry (12. september – 15. september) – Stonewall Jackson fanger Unionsgarrison.
- Slaget ved Antietam 17. september – McClellan stopper Lees invasion af Nordstaterne, den blodigste dag i krigen
- Slaget ved Munfordville (17. – 18. september) – Unionsstyrke overgiver sig.
- Slaget ved Iuka 19. september – Grant vinder i nærheden af en by i Mississippi.
- Slaget ved Shepherdstown (19. – 20. september) – Konfødererede brigader angriber og besejrer forfølgende Unionsbrigader.
- Første slag ved Newtonia 30. september – Unionsstyrker går i panik under beskydning fra konfødereret artilleri.
- Andet slag ved Corinth (3. – 4. oktober) – Konfødererede angreb mislykkes.
- Slaget ved Hatchie's Bridge 5. oktober – Konfødererede styrker under Earl Van Dorn undslipper over flod.
- Slaget ved Perryville 5. oktober – Buell mod Bragg, uafgjort
- Slaget ved Clark's Mill 7. november – Unionsstyrke overgiver sig til større konfødereret styrke.
- Slaget ved Cane Hill 28. november – Mindre konfødereret styrke forsinker unionshæren mens større styrke slipper væk.
- Slaget ved Prairie Grove 7. december – Unionen sikrer sig det nordvestlige Arkansas
- Slaget ved Hartsville 7. december – Forklædt i uniformer fra Unionen infiltrerer konfødererede styrker og vinder.
- Slaget ved Fredericksburg 13. december – Lee slår gentagne frontalangreb fra Burnside tilbage.
- Slaget ved Kinston 14. december – Unionsstyrker under John G. Foster besejrer konfødereredes under Nathan Evans.
- Slaget ved White Hall 16. december – Foster udkæmper uafgjort slag med Beverly Robertson
- Slaget ved Goldsboro Bridge 17. december – Foster besejrer de konfødererede og ødelægger broen.
- Slaget ved Jackson, Tennessee 19. december – Konfødererede laver en finte som snyder Unionsstyrkerne.
- Slaget ved Chickasaw Bayou (26. – 29. december) – (Vicksburg kampagnen) Unionsangreb på konføderationens højre fløj forhindres.
- Slaget ved Parker's Cross Roads 31. december – Konfødererede afviser et knibtangsangreb fra Unionen.

### 1863
- Slaget ved Stones River 31. december 1862 – 2. januar 1863 – uafgjort
- Andet slag ved Springfield 8. januar – Konfødererede indtager byen, men kan ikke tage det nærliggende fort.
- Slaget ved Arkansas Post 9. januar – Del af Vicksburg kampagnen, kamp om kontrollen med udmundingen af Arkansas floden.
- Slaget ved Hartville (9. – 11. januar) – Konfødererede sejrer, men kan ikke fortsætte raid.
- Bear River Massacre 29. januar – Shoshone indianere massakreres af Unionstropper.
- Slaget ved Dover 3. februar – Fejlslagent konfødereret angreb på byen.
- Slaget ved Thompson's Station 5. marts – Konfødereret sejr i Tennessee.
- Slaget ved Fort Anderson (13. – 15. marts) Daniel H. Hill leder fejlslagent konfødereret angreb mod New Bern.
- Slaget ved Kelly's Ford 17. marts – Uafgjort kavalerislag.
- Slaget ved Vaught's Hill 20. marts – Unionsstyrker modstår angreb fra John Hunt Morgans konfødererede styrke.
- Slaget ved Brentwood 25. marts – Unionsstyrke overgiver sig.
- Slaget ved Washington, NC (30. marts – 20. april) Hill kan ikke tage by i North Carolina fra Unionsstyrker.
- Første slag ved Franklin 10. april – Konfødererede trækker sig tilbage efter nederlag til bagtroppen.
- Slaget ved Suffolk (11. april – 4. maj) To uafgjorte slag ved Norfleet House og Hill's Point udkæmpet om byen.
- Slaget ved Cape Girardeau 26. april – Konfødereret angreb mislykkes.
- Slaget ved Grand Gulf 29. april – Flådeangreb lykkes ikke for Grant.
- Slaget ved Snyder's Bluff 29. april – 1. maj Unionsfinte under Vicksburg kampagnen.
- Slaget ved Day's Gap 30. april – Unionssejr under raid i Alabama.
- Slaget ved Chancellorsville (30. april – 6. maj) – Lee besejrer Hookers Army of Potomac, Jackson dræbes.
- Slaget ved Port Gibson 1. maj – i Vicksburg-kampagnen, Grant besejrer de konfødererede
- Slaget ved Chalk Bluff (1. – 2. maj) – Konfødererede vinder, men kan ikke fortsætte raid.
- Andet slag ved Fredericksburg 3. maj – Unionsstyrker under John Sedgwick besejrer konfødererede styrker efterladt af Lee til at bevogte byen.
- Slaget ved Salem Church (3. – 4. maj) – Lee besejrer Sedgwick.
- Slaget ved Raymond 12. maj – Fejslagent konfødereret forsøg på at beskytte Vicksburg fra de fremrykkende Unionstropper.
- Slaget ved Jackson 14. maj – Sherman, McPherson besejrer Johnston
- Slaget ved Champion Hill 16. maj – Grant besejrer de konfødererede
- Slaget ved Big Black River Bridge 17. maj – Konfødererede tropper fanget i Vicksburg.
- Slaget ved Plains Store 21. maj – Unionssejr nær Baton Rouge.
- Slaget ved Milliken's Bend 7. juni – Konfødererede kan ikke bryde belejringen af Vicksburg.
- Slaget ved Brandy Station 9. juni – Pleasonton overrasker J.E.B. Stuarts kavaleri i eres lejr ved Brandy Station
- Andet slag ved Winchester (13. – 15. juni) – Konfødereret sejr baner vej for Lees invasion.
- Slaget ved Aldie 17. juni – Uafgjort slag under Robert E. Lees march nordpå.
- Slaget ved Middleburg (17. juni – 19. juni) – J.E.B. Stuart trækker sig tilbage fra træfning med Unionskavaleri.
- Slaget ved Upperville 21. juni – Uafgjort kavalerislag under Lees invasion.
- Slaget ved Hoover's Gap (24. – 26. juni) – Unionssejr forhindrer konfødererede i Tennessee fra at komme Vicksburg til hjælp.
- Slaget ved Goodrich's Landing (29. – 30. juni) – Konfødererede fordriver Unionsregimenter med sorte soldater fra flere plantager.
- Slaget ved Hanover 30. juni – J.E.B. Stuart tvunget til at ændre rute, hvilket forsinker hans genforening med Lees styrker udenfor Gettysburg.
- Slaget ved Gettysburg (1. – 3. juli) – Lee taber til Meade, Picketts angreb mislykkes, afslutter den 2. invasion af nordstaterne
- Slaget ved Vicksburg 4. juli – belejring fra 22. maj slutter, Grant accepterer overgivelse fra den anden konfødererede hær
- Slaget ved Helena 4. juli – Konfødererede angreb på flodhavn mislykkes, hvilket sikrer det østlige Arkansas for Unionen
- Slaget ved Boonsboro 8. juli – uafgjort kamp med bagtroppen under Lees tilbagetrækning.
- Belejringen af Port Hudson (21. maj – 9. juli) – sidste konfødererede stilling ved Mississippifloden overgiver sig.
- Slaget ved Corydon 9. juli – Konfødereret raid resulterer i civile tab, herunder en lutheransk præst.
- Slaget ved Fort Wagner 11. juli – det første af to Unionsforsøg på at erobre Fort Wagner.
- Slaget ved Williamsport (6. – 16. juli) – Meade og Lee udkæmper uafgjort kamp.
- Slaget ved Honey Springs 17. juli – I indiansk område, to stort set sorte og indfødte amerikanske styrker mødes, sejr til Unionen.
- Slaget ved Fort Wagner, Morris Island 18. juli – andet af to Unionsforsøg på at tage Fort Wagner mislykkes, heroisk indsats fra 54. Massachusetts.
- Slaget ved Manassas Gap 23. juli – uafklaret slag om dagen. Konfødererede trækker sig tilbage i løbet af natten.
- Slaget ved Big Mound (24. – 25. juli) – Unionsstyrker besejrer Santee og Teton Sioux styrker.
- Slaget ved Dead Buffalo Lake 26. juli – Sibley besejrer Sioux indianere.
- Slaget ved Salineville 26. juli – Konfødererede brigadegeneral John Hunt Morgan overgiver sig i Ohio: det nordligste slag i borgerkrigen
- Slaget ved Stony Lake 28. juli – Sioux styrker undslipper forfølgende Unionsstyrker.
- Andet slag ved Fort Sumter (17. august – 9. september) – Unionen forsøger at generobre fortet, men det mislykkes trods massivt bombardement og flådeangreb
- Andet slag ved Chattanooga (21. august – 8. september) – Unionen erobrer byen.
- Slaget ved Lawrence 23. august – Quantrill's Raiders plyndrer byen.
- Slaget ved Devil's Backbone 1. september – Unionssejr efter voldsom kamp.
- Slaget ved Whitestone Hill (3. – 5. september) – Unionsstyrker besejrer flere indianske stammer, herunder Sioux og sortfod.
- Andet slag ved Sabine Pass 8. september – Konfødererede styrker placerer pæle i flod for at hjælpe med at sigte deres kanoner mod Unionens skibe. Konfødererede sejrer.
- Slaget ved Bayou Fourche 10. september – Unionssejr baner vejen for erobring af Little Rock.
- Slaget ved Davis' Cross Roads (10. – 11. september) – Unionsstyrker etablerer forsvarsstillinger inden Chickamauga.
- Slaget ved Chickamauga 19. september – Bragg besejrer Rosecrans, George Thomas får tilnavnet "The Rock of Chickamauga"
- Slaget ved Blountsville 22. september – Unionsstyrker indtager byen.
- Slaget ved Baxter Springs 6. oktober – Quantrill's Raiders massakrerer sorte Unionstropper.
- Slaget ved Blue Springs 10. oktober – Konfødererede tropper løbes over ende.
- Første slag ved Auburn 13. oktober – J.E.B. Stuart undslipper ved at skjule sig i en kløft.
- Andet slag ved Auburn 14. oktober – Konfødererede angriber Unionens bagtrop, uafgjort.
- Slaget ved Bristoe Station 14. oktober – Meade besejrer del af Lees styrker, men Konfødererede ødelægger jernbanen under tilbagetrækningen.
- Slaget ved Buckland Mills 19. oktober – Unionskavaleri fanget i baghold og besejret. * Slaget ved Pine Bluff 25. oktober – Konfødereret angreb mislykkes.
- Slaget ved Wauhatchie (28. – 29. oktober) Longstreet besejres af Unionsstyrker.
- Slaget ved Collierville 3. november – Afbrudt Konfødereret angreb på byen.
- Andet slag ved Rappahannock Station 7. november – Unionsstyrker strømmer over flod og tvinger Lee til at trække sig tilbage.
- Slaget ved Campbell's Station 16. november – Konfødereret knibtangsmanøvre slår fejl.
- Tredje slag ved Chattanooga (23. – 25. november) – Grant besejrer Braxton Bragg og undsætter Unionsstyrker under belejring i Chattanooga
- Slaget ved Ringgold Gap 27. november – Konfødererede under Patrick Cleburne besejrer unionsstyrker under Joseph Hooker.
- Slaget ved Fort Sanders 29. november – Longstreet kan ikke erobre et fort på grund af krudt af dårlig kvalitet.
- Slaget ved Mine Run (27. november – 2. december) Meade bombarderer Lees Konfødererede, men trækker sig derefter tilbage.
- Slaget ved Bean's Station 14. december – Unionsstyrker trækker sig lidt tilbage.
- Slaget ved Mossy Creek 29. december – Konfødereret kavaleri tvunget tilbage.

### 1864
- Slaget ved Dandridge 17. januar – Unionsstyrker trækker sig tilbage.
- Slaget ved Athens 26. januar – Unionssejr i nordvestlige Alabama.
- Slaget ved Fair Garden 27. januar – Unionssejr efterfulgt af tilbagetrækning.
- Slaget ved Morton's Ford (6. – 7. februar) – Afledningsangreb fra Unionen.
- Slaget ved Meridian (14. – 20. februar) – Sherman besætter byen
- Slaget ved Olustee 20. februar – Unionen kan ikke erobre Florida
- Slaget ved Walkerton 2. marts – Kontrovers omkring Dahlgren Affæren.
- Slaget ved Paducah 25. marts – Konfødereret raid af Forrest lykkes.
- Slaget ved Elkin's Ferry (3. – 4. april) – Konfødererede kan ikke forhindre unionstroppers overgang over flod.
- Slaget ved Mansfield 8. april – Banks Red River Kampagne stoppes af de Konfødererede.
- Slaget ved Pleasant Hill 9. april – Konfødereret angreb mislykkes.
- Slaget ved Prairie D'Ane (9. – 13. april) – Frederick Steele besejrer Sterling Price.
- Slaget ved Fort Pillow 12. april – N.B. Forrest erobrer fort, massakrerer sorte soldater
- Slaget ved Plymouth 17. april – Konfødererede landstyrker med støtte fra flådevædder generobrer to unionsforter nær Plymouth, North Carolina
- Slaget ved Poison Spring 18. april – Led i Red River Kampagnen i Arkansas, sorte tropper massakreres
- Slaget ved Monett's Ferry 23. april – Konfødererede styrker drives tilbage.
- Slaget ved Marks' Mills 25. april – Del af Red River Kampagnen i Arkansas
- Slaget ved Jenkins' Ferry 30. april – Del af Red River Kampagnen i Arkansas
- Slaget ved the Wilderness 5. maj – Grant og Lee mødes uden afgørelse
- Slaget ved Albemarle Sound 5. maj – Uafgjort flådeslag
- Slaget ved Port Walthall Junction (66 – 7. maj) – Unionsstyrker ødelægger jernbane
- Slaget ved Cloyd's Mountain 9. maj – Unionssejr. Den konfødererede general Albert G. Jenkins dør.
- Slaget ved Swift Creek 9. maj – Unionsstyrker ødelægger jernbane, men stoppes af konfødererede styrker.
- Slaget ved Cove Mountain 10. maj – Unionssejr efter kort kamp.
- Slaget ved Chester Station 10. maj – Unionsstyrker under Benjamin Franklin Butler presses tilbage.
- Slaget ved Yellow Tavern 11. maj – Unionsstyrker vinder kavalerislag, J.E.B. Stuart dør.
- Slaget ved Rocky Face Ridge 7. – 13. maj Uafgjort slag nær Atlanta.
- Slaget ved Resaca 13. maj – Sherman besejrer Johnston
- Slaget ved New Market 15. maj – Konfødererede styrker stopper unionshær under Franz Sigel fra at rykke op gennem Shenandoah-dalen
- Slaget ved Proctor's Creek (12. – 16. maj) – Beauregard besejrer Butler.
- Slaget ved Adairsville 17. maj – Fejlslagent konfødereret forsøg på at ødelægge en del af unionsstyrken, som nærmer sig Atlanta.
- Slaget ved Ware Bottom Church 20. maj – Beauregard klemmer Butler inde.
- Slaget ved Spotsylvania Court House (8. – 21. maj) – Grant og Lee mødes i uafgjort slag, Grant skriver til Halleck "Jeg regner med at kæmpe til en afslutning her, om det så skal tage hele sommeren"
- Slaget ved Wilson's Wharf 24. maj – Konfødererede under Fitzhugh Lee besejres af to sorte regimenter.
- Slaget ved North Anna (23. – 26. maj) – Lee udmanøvrerer Grant, men på grund af sygdom kan han ikke udnytte det.
- Slaget ved New Hope Church (25. – 26. maj) Hookers styrker besejres.
- Slaget ved Pickett's Mill 27. maj – Resultatløst angreb fra Sherman mod Johnston.
- Slaget ved Haw's Shop 28. maj – Unionsfremstød stoppet.
- Slaget ved Dallas (Georgia) 28. maj – Konfødererede trækker sig tilbage i Georgia.
- Slaget ved Totopotomoy Creek (28. – 30. maj) – Unionsstyrker presses tilbage.
- Slaget ved Old Church 30. maj – Unionsstyrker driver de konfødererede tilbage til Cold Harbor.
- Slaget ved Cold Harbor (31. maj – 12. juni) – Lee afviser Grants angreb, Konfødereret general siger: "Dette er ikke krig, det er mord".
- Slaget ved Piedmont 5. juni – Unionstyrker under David Hunter besejrer konfødererede stillinger på vej mod Staunton, Virginia i den øvre Shenandoahdal
- Første slag ved Petersburg 9. juni – Beauregard besejrer Butler.
- Slaget ved Brices Crossroads 10. juni – N.B. Forrest slår unionsstyrke på flugt, næsten tre gange så stor som hans egen
- Slaget ved Trevilian Station (11. – 12.) – Konfødereret sejr. George Armstrong Custer omtrent omringet og må reddes af Sheridan.
- Andet slag ved Petersburg (15. – 18. juni) – Lee slår Grant tilbage ved bagdøren til Richmond.
- Slaget ved Lynchburg 17. juni- Falske konfødererede forstærkninger får Unionen til at trække sig tilbage.
- Sænkningen af CSS Alabama 19. juni – USS Kearsarge sænker CSS Alabama
- Slaget ved Kolb's Farm 22. juni – Konfødereret angreb slår fejl på grund af dårlige terrænforhold.
- Slaget ved Jerusalem Plank Road (21. – 24. juni) – Unionens belejringslinjer forlænges til Belejringen af Petersburg.
- Slaget ved Saint Mary's Church 24. juni – Unionsstyrker udkæmper en vellykket forsinkelseskamp.
- Slaget ved Kennesaw Mountain 27. juni – Johnston slår Sherman tilbage
- Slaget ved Marietta (6. juni – 3. juli) – Sherman besejrer Johnston
- Slaget ved Monocacy 9. juli – Unionsgeneralen Lew Wallace forsinker Jubal Early og redder Washington D.C.
- Slaget ved Fort Stevens (11. – 12. juli) – Fejlslået konfødereret forsøg på at erobre Washington, D.C., Præsident Lincoln, er tilskuer til slaget og kommer under konfødereret beskydning.
- Slaget ved Tupelo (14. – 15. juli) – Unionssejr, Nathan Bedford Forrest såret.
- Slaget ved Cool Spring (18. – 19. juli)
- Slaget ved Rutherford's Farm 20. juli – Konfødererede under Jubal A. Early overraskes og besejres.
- Slaget ved Peachtree Creek 20. juli – (Atlanta-kampagnen) Første konfødererede angreb mod Unionsstyrker nord for Atlanta slår fejl
- Slaget ved Atlanta 22. juli – (Atlanta-kampagnen) Sherman afviser Hoods angreb øst for Atlanta
- Andet slag ved Kernstown 24. juli – Jubal A. Early besejrer Unionsstyrke.
- Slaget ved Killdeer Mountain 26. juli – Unionsstyrker besejrer Sioux.
- Slaget ved Ezra Church 28. juli – Konfødereret angreb mod Unionen nordvest for Atlanta bliver ingen overraskelse, da Unionsstyrken er forskanset. Unionssejr.
- Slaget ved the Crater 30. juli – Lee besejrer Burnside
- Slaget ved Folck's Mill 1. august – Uafgjort slag.
- Slaget ved Utoy Creek (5. – 7. august) Uafgjort slag på Unionens højre flanke nær Atlanta.
- Andet slag ved Dalton (14. – 15. august) – Unionsstyrker holder stand mod angreb indtil de får forstærkning.
- Slaget ved Globe Tavern (18. – 21. august) – Konfødererede styrker mister kontrol med jernbaner ved Petersburg.
- Slaget ved Lovejoy's Station 20. august – Konfødererede afviser Unionsraidere, som angriber station.
- Andet slag ved Memphis 21. august – Delvis vellykket konfødereret raid.
- Slaget ved Mobile Bay 23. august – David G. Farragut erobrer havn, siger: "Damn the torpedoes, full speed ahead"
- Second Slaget ved Ream's Station 25. august – Unionslinjer overløbes af Konfødererede.
- Slaget ved Jonesborough (31. august – 1. september) – William J. Hardees Konfødererede besejres, hvilket fører til Atlantas fald den følgende dag.
- Tredje slag ved Winchester 19. september – Sheridan besejrer Early, adskillige officerer dræbt eller såret på begge sider.
- Slaget ved Fisher's Hill (21. – 22. september) – Succesfuldt frontalangreb fra Unionen.
- Slaget ved Fort Davidson 27. september – Unionsstyrker sprænger deres eget fort efter at have tabt til de konfødererede.
- Slaget ved Chaffin's Farm (29. – 30. september) – Unionsstyrker sejrer, men får ikke erobret flere forter.
- Slaget ved Peebles' Farm (30. september – 2. oktober) – Unionssejr ved Petersburg.
- Slaget ved Saltville (1. oktober – 3. oktober) – Konfødererede besejrer sort unionskavaleri, krigsforbrydelser begås mod tilfangetagne sorte.
- Slaget ved Allatoona 5. oktober – Unionens befæstninger holder stand.
- Slaget ved Darbytown Road 7. oktober – Konfødereret angreb slås tilbage ved Richmond.
- Slaget ved Tom's Brook 9. oktober – Unionskavleri besejrer konfødererede.
- Slaget ved Glasgow 15. oktober – Unionsstyrker overgiver sig.
- Andet slag ved Lexington 19. oktober – Unionsstyrker drevet ud af byen.
- Slaget ved Cedar Creek 19. oktober – Sheridan besejrer Early, driver rebellerne ud af Shenandoahdalen
- Slaget ved Little Blue River 21. oktober – Konfødererede sejrer i Missouri.
- Second Slaget ved Independence 22. oktober – Unionsstyrker besætter by.
- Slaget ved Byram's Ford (22. – 23. oktober) – Konfødererede under Marmaduke besejres.
- Slaget ved Westport 23. oktober – Unionsstyrker vinder afgørende slag og tager kontrollen over Missouri.
- Slaget ved Marais des Cygnes 25. oktober – Prices konfødererede forfølges ind i Kansas.
- Slaget ved Mine Creek 25. oktober – Prices hær knust, flygter tilbage til Missouri.
- Slaget ved Marmiton River 25. oktober – Price underslipper Unionens forfølgelse.
- Slaget ved Decatur 26. – 29. oktober) – Konfødererede kan ikke krydse flod.
- Slaget ved Boydton Plank Road (27. – 28. oktober) – Unionsstyrker tager kontrollen over vej, men trækker sig tilbage efter slaget.
- Andet slag ved Newtonia 28. oktober – James G. Blunt besejrer Joseph O. Shelby.
- Slaget ved Johnsonville (4. – 5. november) – Konfødererede bombarderer Unionsstyrker om natten efter at en brand er brudt ud nær unionens stillinger.
- Slaget ved Bull's Gap (11. – 13. november) – Mindre Konfødereret sejr.
- Shermans march til havet (16. november – 21. december) – Sherman lægger bred stribe af Georgia øde.
- Slaget ved Columbia 24. november – Konfødererede afleder opmærksomheden
- Første slag ved Adobe Walls 25. november – Kit Carson kæmper uafgjort slag mod Kiowa styrke, men ødelægger deres bosættelse.
- Slaget ved Sand Creek 29. november – en Colorado hær af "100-dages frivillige" massakrerer Cheyenne og Arapaho.
- Slaget ved Spring Hill 29. november – Konfødererede fejltagelser tillader Unionens styrke at omgruppere sig, hvilket fører til Slaget ved Franklin.
- Andet slag ved Franklin 30. november – Hood angriber Thomas, men taber
- Slaget ved Waynesboro, Georgia 4. december – Kilpatrick forhindrer Wheeler i at angribe Sherman.
- Tredje slag ved Murfreesboro (5. december – 7. december) – Konfødereret raid stort set forfejlet.
- Første slag ved Fort Fisher (7. december – 27. december) – Fejlslagent unionsforsøg på at erobre fort.
- Slaget ved Nashville (15. – 16. december) – Konfødereret hær i Tennessee løbes over ende.
- Slaget ved King's Hill (24. december) – Forrest afviser Unionens forfølgelse efter Slaget ved Nashville

### 1865
- Slaget ved Dove Creek 8. januar – Texas State Milita og konfødererede tropper besejres af Kickapoo Indianere
- Andet slag ved Fort Fisher 15. januar – Unionen erobrer fort
- Slaget ved Rivers' Bridge 3. februar – Unionsstyrker erobrer flodovergang.
- Slaget ved Hatcher's Run 5. februar – Unionsstyrke angriber uventet.
- Slaget ved Wilmington (North Carolina) 22. februar – Sidste sydstatshavn falder.
- Slaget ved Waynesboro, Virginia 2. marts – Resterne af konfødereret hær nedkæmpet.
- Slaget ved Natural Bridge 6. marts – Konfødereret sejr i Florida forhindrer erobring af Tallahassee.
- Slaget ved Wyse Fork (7. – 10. marts) – Konfødereredes angreb afvises af Unionens artilleri.
- Slaget ved Averasborough 16. marts – Unionens og de Konfødereredes styrker angriber hinanden efter tur. Begge angreb mislykkes.
- Slaget ved Bentonville (19. – 21. marts) – Sherman besejrer de Konfødererede
- Slaget ved Fort Steadman 25. marts – Lee forsøger at bryde belejring.
- Slaget ved Lewis's Farm 29. marts – Unionsstyrker erobrer konfødererede skanser.
- Slaget ved White Oak Road 31. marts – Konfødererede styrker under Richard H. Anderson besejres.
- Slaget ved Dinwiddie Court House 31. marts – Pickett besejrer Sheridan.
- Slaget ved Five Forks 1. april – Sheridan slår konfødererede på flugt i det sidste betydningsfulde slag i den Amerikanske borgerkrig
- Slaget ved Selma 2. april – Wilson besejrer Forrest.
- Tredje slag ved Petersburg 2. april – Grant besejrer Lee.
- Slaget ved Sutherland's Station 2. april – Lees forsyningslinjer afskæres.
- Slaget ved Namozine Church 3. april – Adskillige konfødererede tages til fange. Custer's bror gør sig fortjent til Medal of Honor.
- Slaget ved Sayler's Creek 6. april – Unionssejr. Lee indser, at hans hær ikke kan klare sig ret længe.
- Slaget ved High Bridge (6. – 7. april) – Unionsstyrker forpurrer Lees forsøg på at brænde broer og på at få forsyninger. Grant foreslår Lee at overgive sig, men han afviser.
- Slaget ved Cumberland Church 7. april – Unionsstyrker angriber konfødereret bagtrop, men mørkets frembrud standser slaget.
- Slaget ved Spanish Fort (27. marts – 8. april) – Unionsstyrker erobrer fort øst for Mobile.
- Slaget ved Appomattox Station 8. april – Unionsstyrker forpurrer Lees sidste forsøg på at få forsyninger.
- Slaget ved Fort Blakely (2. – 9. april) – Unionsstyrker erobrer fort udenfor Mobile.
- Slaget ved Appomattox Courthouse 9. april – Lees styrker omringet. Han overgiver sig.
- Slaget ved West Point 16. april – Unionssejr i afsluttende fase af borgerkrigen.
- Slaget ved Anderson 1. maj – Mindre træfning
- Slaget ved Palmito Ranch (12. – 13. maj) – Konfødererede sejrer i Texas ved borgerkrigens slutning.